# Kaito Yamamoto
Kaito Yamamoto (山本 海人 Yamamoto Kaito?), född 10 juli 1985, är en japansk fotbollsspelare som spelar för Yokohama FC.
I augusti 2008 blev han uttagen i Japans trupp till fotbolls-OS 2008.